# Ткачёв, Василий Иванович (Герой Социалистического Труда)
Василий Иванович Ткачев — советский работник сельского хозяйства, бригадир колхоза, Герой Социалистического Труда.

## Биография
Сведений о дате рождения нет, родился на Ставрополье. Затем, приехав в колхоз им. Ленина Милютинского района Ростовской области, окончил курсы трактористов. С 1934 года был руководителем бригады № 2. Освоил новую технику, трудился на «фордзонах» и «универсалах». Бригада под руководством Ткачева стала инициатором окультуривания солонцов, удобряя их навозом, что повысило плодородие почв. А при уборке урожая бригада применяла поточный способ.
Позже Василий Иванович стал работать на ферме. По его инициативе и участии на молочнотоварной ферме были механизированы трудоемкие работы: поение, доение коров и др.
О дальнейшей жизни Ткачева сведений нет.

## Награды
- Указом Президиума Верховного Совета СССР от 23 июня 1966 года за высокопроизводительное использование техники при уборке урожая бригадиру колхоза им. Ленина Василию Ивановичу Ткачеву было присвоено звание Героя Социалистического Труда с вручением ордена Ленина и Золотой медали «Серп и Молот».
- Также награждён медалями.